# Bernard Barboux
Pour les articles homonymes, voir Barboux.
Bernard Barboux (1914-1968) est un officier de paix de la préfecture de police, mort en mission, victime du devoir. Son nom figure sur le monument aux policiers victimes du devoir de la cour du 19 Août de la préfecture de police de Paris.

## Victime du devoir
Dans la nuit du vendredi au samedi 8 mars 1968, une patrouille de police surprend en flagrant délit deux malfaiteurs, Daniel Estermann, 21 ans et Jean Tamisier, 23 ans, en train de fracturer un bureau de change du boulevard de Denain dans le 10e arrondissement de Paris. Estermann exhibe un revolver et tue l'officier de paix qui tentait de le retenir : Bernard Barboux, 54 ans, marié et père de deux enfants. Les obsèques officielles du policier ont lieu dans la cour du 19 août en présence de M. Christian Fouchet, ministre de l'intérieur, et de Maurice Grimaud, préfet de police,. Décrit comme un excellent meneur d'hommes, Barboux est cité à l'ordre de la nation et est nommé officier de paix principal à titre posthume.
Vendredi 12 février 1971, Estermann est condamné par la cour d'assises de Paris à la réclusion criminelle à perpétuité, échappant ainsi de peu à la peine de mort. Son complice est condamné à 7 ans de prison.